# Madison (Wisconsin)
Madison az Amerikai Egyesült Államok Wisconsin nevű tagállamának fővárosa.

## Története
Bár a települést már 1836-ban az állam fővárosának jelölték ki, még mintegy 20 évig kis falu maradt. Az 1839-es tavaszi választáson mindössze 54-en szavaztak, és egy évvel később is még csak egy sűrű erdő által körbevett 35 épületből állt. Lakosainak száma 269 840 fő (2020. április 1.).

## Népesség
| Lakosok száma | 172  | 1525 | 6611 | 10 324 | 13 426 | 19 164 | 25 531 | 236 901 | 259 680 | 269 840 |
|               | 1840 | 1850 | 1860 | 1880   | 1890   | 1900   | 1910   | 2011    | 2019    | 2020    |